# Esther Phiri
Esther Phiri, née le 14 juin 1987 à Lusaka, est une boxeuse zambienne. Championne du monde, elle est une star dans son pays et a participé à faire de la boxe féminine un sport populaire. 

## Éléments biographiques
Encore adolescente, après la mort de son père, elle gagne sa vie comme vendeuse de fruits et légumes dans la rue. Elle devient mère de famille à l’âge de 16 ans. À la suite de la mort, cette fois, de sa sœur aînée, elle s'intéresse à la boxe professionnelle pour échapper à la pauvreté et être en mesure d'entretenir un peu plus correctement les quatre enfants de sa sœur et son propre enfant,. 
Son petit ami la quitte parce qu'elle s'entraîne trop. Encouragée par un ancien boxeur zambien rencontré en 2003, Anthony Mwamba,, elle se révèle pourtant de plus en plus performante au fil de ces entrainements et des combats. Son premier combat est en 2005. Elle remporte la ceinture intercontinentale GBU (Global Boxing Union) des poids légers le 30 juin 2007 aux dépens de Radostina Valcheva puis la conserve en battant Belinda Laracuente (en) le 1er décembre 2007. L'année suivante, elle remporte la même ceinture mais dans la catégorie de poids inférieure des super-plumes.  
Esther devient championne du monde WIBA des super-légers contre Duda Yankovich (en), le 29 mai 2010. Les autres combats d'importance remportés par cette boxeuse sont ceux contre Lely Luz Florez, en 2011, et Monalisa Sibanda, en 2012,,. Bien consciente qu'elle ne peut pas rester indéfiniment au meilleur niveau, elle utilise ses gains pour acheter des appartements et les louer. 
Un documentaire de 82 minutes est réalisé sur elle par les cinéastes Jessie Chisi et Salla Sorri, Between Rings: The Esther Phiri Story. Il est diffusé en 2014. Il est projeté dans quelques festivals, dont le festival international des programmes audiovisuels de Biarritz (Fipa) et le festival international du film documentaire de Copenhague,. 
Par ses résultats, elle a contribué à relancer l'attrait pour la boxe au Zambie et à renforcer le succès de la boxe anglaise féminine auprès des jeunes femmes,. Elle a repris des études et met en avant l'importance du sport comme un des moyens de s'affirmer et de renforcer la confiance en soi. 